# CrossFireX

CrossFire（クロスファイア）およびCrossFireX（クロスファイア エックス）は、ATI Technologies（現AMD）が開発したマルチGPU技術である。CrossFire/CrossFireX対応グラフィックスカード（ビデオカード、ビデオボード、グラフィックスボード、グラフィックスチップ）を、同一のマザーボード上に複数枚挿入し、それらを電気的に接続する。複数個のGPUによる並列処理により、処理能力の大幅な向上が期待できる。AMD製チップセットを搭載したマザーボードに限らず、インテル製チップセットを搭載したマザーボードでも構築できる点が大きな特徴といえる。
現在は最大4個のGPUを並列動作可能なCrossFireXとなっている（GPU2個搭載のデュアルGPUカードは2枚まで、また通常のシングルGPUカードは4枚まで接続可能）。

## 世代
- CrossFire（第1世代）- 2005年9月27日[1]
- Software CrossFire（第2世代）
- CrossFireX（第3世代）- 2007年9月19日

## 接続方法
CrossFireによるマルチGPU環境の構成にあたっては、まず複数枚のグラフィックスカードと、それらを挿入できるだけの拡張スロットを有するマザーボード、そして最新のデバイスドライバを必要とし、いずれもCrossFireに対応するものでなければならない。

### 手順
1. CrossFire対応チップセットを搭載するマザーボードと、CrossFireに対応する同一モデルのグラフィックスカードを2つ（または2つ以上）用意する。
2. マニュアルに従い、グラフィックスカードをPCI Expressコネクターに接続し、各カードをブリッジケーブルで接続する (Native CrossFire)。Radeon X1950 XTX以前にリリースされたモデルの場合、両方をマニュアルに従いPCI Expressコネクターに接続（たいていCPUに近いほうに「CrossFire Edition」を接続）し、そして専用出力コードをつける。
3. PCを起動させ、ユーティリティソフト「AMD Catalyst」でCrossFire設定を有効にする。

Radeon HD 2000シリーズ以降は同一モデルを用意すれば構築が可能だが、それ以前に発売されたRadeon X1000シリーズなどは仕組みが複雑で「CrossFire Edition」のもの（こちらのことを「マスター」あるいは「マスターボード」と呼ぶことがある）と、それと同じモデル（例: 「Radeon X1900 CrossFire Edition」なら「Radeon X1900 XTX/XT/PRO」）を用意する必要がある。なお、2007年以降「CrossFire Edition」というラインナップは存在せず、ATI CrossFire、またはATI CrossFireX対応というラインナップで統一された。
なおRadeon R9 290Xには、ブリッジケーブルによる接続が不要となるXDMAが実装されている。

## 特徴
- CrossFire規格はオープン化されているので、ATI製、AMD製チップセット搭載マザーボードだけでなく、インテル等の他社製チップセットでも構築できる。インテルであれば、intel P965 Express以降、PCI Express×16スロットを2つ以上搭載したマザーボードであれば構築できる（975X、P35、P45、P55、H55、H57、X58など）。ライバルであるインテルなど、サードパーティにもCrossFireアーキテクチャを開放している理由としては、NVIDIAとの競争上で優位に立つためと言われている[要出典]。一方NVIDIAは、自社製チップセット（ないしはNVIDIA製のPCI Expressスイッチのようなチップ）を搭載しないマザーボードでのSLI対応を拒否していたが、2009年8月にはintel X58チップセットに、2011年4月にはAMDの次期チップセット「AMD 9」シリーズの一部にSLIのライセンスを提供することを発表した[3]。これにより、一部ではあるがCrossFire・SLI共に「プラットフォーム・チップセットの違いによる制限」は取り払われることになった。
- 全てのGPUがノースブリッジからのPCI Express接続なのでボトルネックが発生しにくい。
- PCI Expressレーン数を増やすのが難しく、レーン数8を2つで動かすものが多い。CrossFireに対応し、レーン数16が2つのものにATI CrossFire Xpress 3200、AMD 790FX、intel X38、X48、X58などがある。
- マルチGPU環境では「交互フレームのレンダリング」と「上下または左右分割のレンダリング」が一般的であるが、CrossFireでは全体を32ピクセル四方のブロックに分けて1つ飛ばしのブロックをレンダリングする方法「SuperTilingモード[4]」（分かりやすく言うとチェスのフィールドすなわちチェッカーボードの白マス同士あるいは黒マス同士の部分を一度にレンダリングするということ）もサポートする。
- CrossFire (CrossFireX) ではメモリのミラーリングが行なわれるため、たとえば4GBグラフィックスメモリを搭載するカードを2枚使用していても、実際にアプリケーションで利用できるメモリ総量は4GB×2の8GBにはならず、4GBあるいはそれ未満となる。
- AMDマルチGPU環境でOpenCLを利用したGPGPU分散処理を行なう場合、CrossFire (CrossFireX) をOFFにすることが推奨されている[5]。

なお、増設の際は電源ユニットの総電力、12V1、12V2などの仕様も確認が必要である。粗悪な電源ユニットでCrossFire構成にすると、最悪の場合、マザーボード破損などの危険性もあるので注意が必要となる。

## 派生規格

### Hybrid CrossFire (Hybrid CrossFireX)
グラフィックスカード上のGPUとAMDチップセット内蔵GPUを並列処理させる技術。
- 対応グラフィックスカード
  - Radeon HD 2400 PRO/XT
  - Radeon HD 3450
  - Radeon HD 3470
- 対応チップセット
  - AMD 790GX
  - AMD 780G
  - AMD 760G
  - AMD 785G
  - AMD 880G
  - AMD 890GX

### AMD Dual Graphics
Hybrid CrossFireXの後継規格。シェーダー数（ストリームプロセッサ数）の異なるGPUの並列処理が可能になった。
- 対応チップセット
  - AMD 890GX
- 対応グラフィックスカード
  - Radeon HD 5450
- 対応APU [9][10]
  - AMD A4, A6, A8, A10
- 対応グラフィックスカード [9][10]
  - Radeon HD 6450, HD 6570, HD 6670